# Centro Cultural Ruso en Leópolis

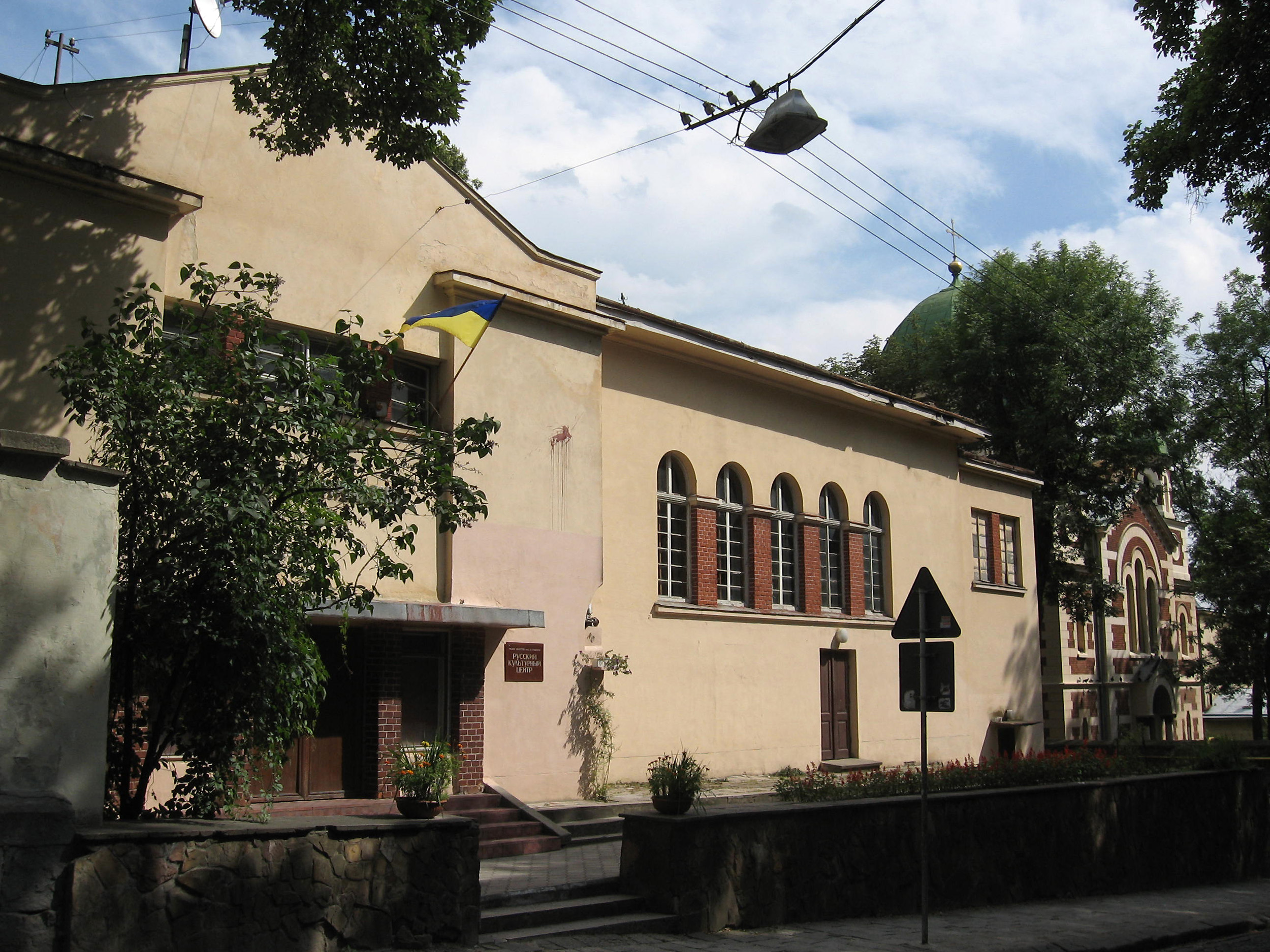
Centro Cultural Ruso en Leópolis.

El Centro Cultural Ruso en Leópolis (en ucraniano: Російський культурний центр у Львові, en ruso: Русский культурный центр во Львове) es una organización de rusoparlantes de la ciudad de Leópolis, una de tres organizaciones de este tipo que hay en el oeste de Ucrania. En Leópolis residen unos 64.600 rusos (datos de 2001), lo que supone un 8,9 % de la población total de la ciudad. El centro está ubicado en el número 1 de la calle Korolenko, cerca del centro de ciudad. Esta entidad fue en su día el primer centro cultural ruso de este tipo en la Unión Soviética.

## Historia
El Centro Cultural Ruso fue fundado por la Sociedad Rusa Pushkin. En octubre de 1990 el ayuntamiento puso a disposición de esta sociedad el edificio de un antiguo cine abandonado cerca de la iglesia ortodoxa rusa de San Jorge de Capadocia. Inicialmente los miembros de la Sociedad Rusa acondicionaron una «sala menor» en abril de 1994 y posteriormente la «sala mayor» en abril de 1996. Desde entonces el centro cultural ha estado en funcionamiento. 
Anteriormente la Sociedad Rusa Pushkin celebraba sus actos en la Casa Regional del Funcionario, en el teatro Maria Zankovetska, en la Casa de Cultura de los Trabajadores del Ferrocarril y en la escuela Nº 35. 
En enero de 1997 fue inaugurada una biblioteca en la sala menor del centro, que después de diez años de funcionamiento alberga cerca de ocho mil volúmenes.
El primer director del Centro Cultural Ruso fue Serguey Sokurov, uno de los fundadores de la Sociedad Rusa Pushkin.

## Actividades
La organización presta atención a los problemas de discriminación de la cultura rusa en Ucrania, a la presión política, al decrecimiento de la población rusa en Leópolis, etc. El centro coopera con otras asociaciones de minorías nacionales en Leópolis, con muchas organizaciones de izquierda en Ucrania y con el Partido de las Regiones.
En el centro se organizan múltiples actividades culturales como conciertos, veladas literario-musicales y de poesía, exposiciones de pintura y de fotografía, encuentros con figuras del mundo cultural, conferencias... El centro también cuenta en sus instalaciones con un teatro, un taller de danza, talleres infantiles y diversos clubes (de la canción de autor, de pintores, de juegos intelectuales...), entre otros.
Además, la organización tiene a su cuidado las tumbas del memorial de la Colina de la Gloria, dedicado a quienes lucharon por Rusia durante la Primera Guerra Mundial y por la URSS durante la «Gran Guerra Patriótica» (Segunda Guerra Mundial).

## Ataques al Centro Cultural Ruso

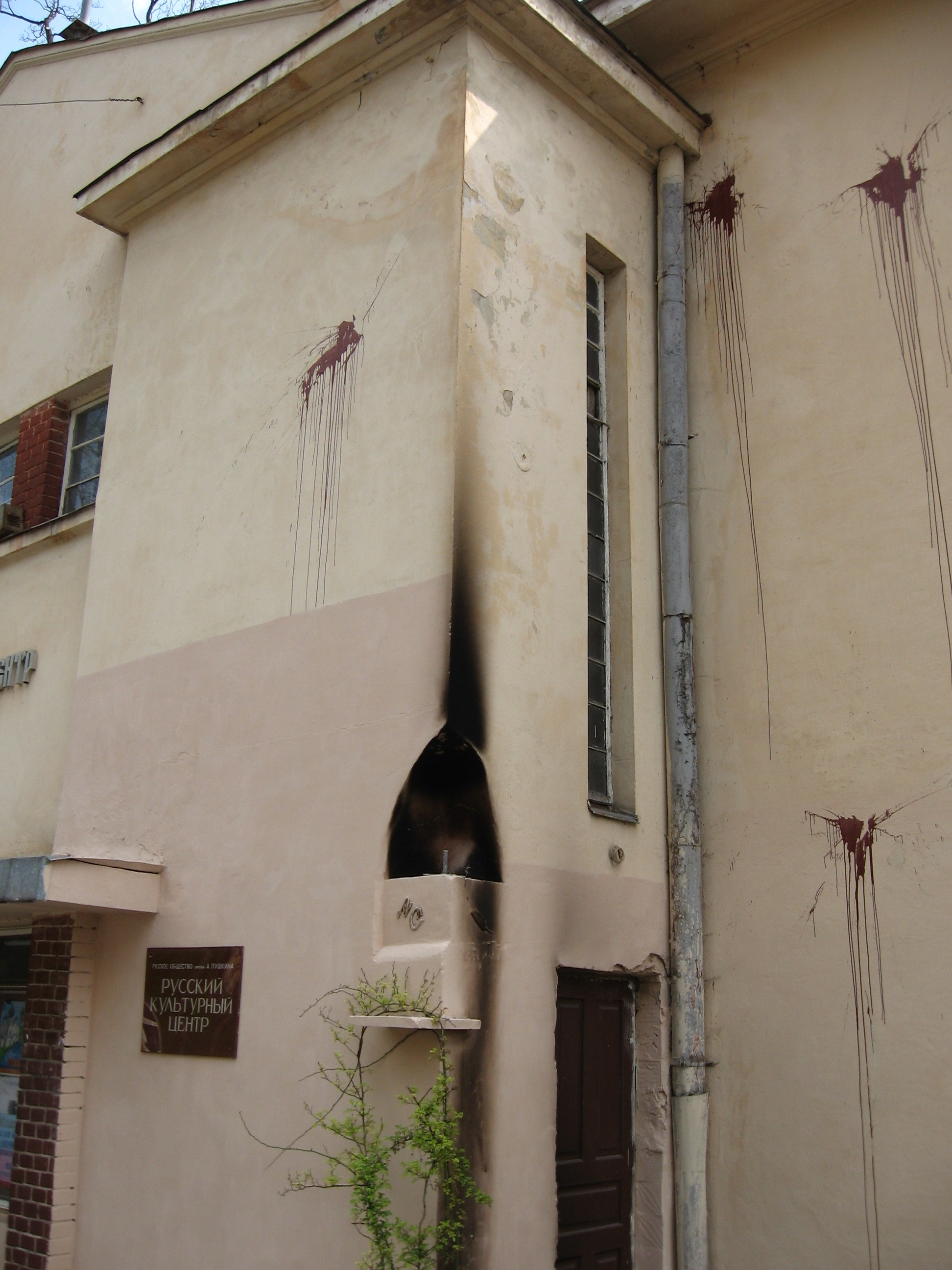
El Centro Cultural Ruso de Leópolis fue atacado en abril de 2007.

A partir de la independencia de Ucrania en 1991, el sentimiento rusófobo de una parte de la población ucraniana se radicalizó. Por ello el Centro Cultural Ruso de Leópolis ha sufrido más de 20 ataques de diversa consideración, desde pintadas antirrusas y antisemitas (con esvásticas incluidas) hasta intentos de quemar el edificio con cócteles molotov y quema del busto de Alexander Pushkin. Las investigaciones policiales realizadas a raíz de estos hechos no dieron resultado alguno.
El edificio del centro fue atacado en 2001, en 2003 -cinco veces-, en 2004 (durante la Revolución Naranja), en 2005 y en 2006.